# Felație

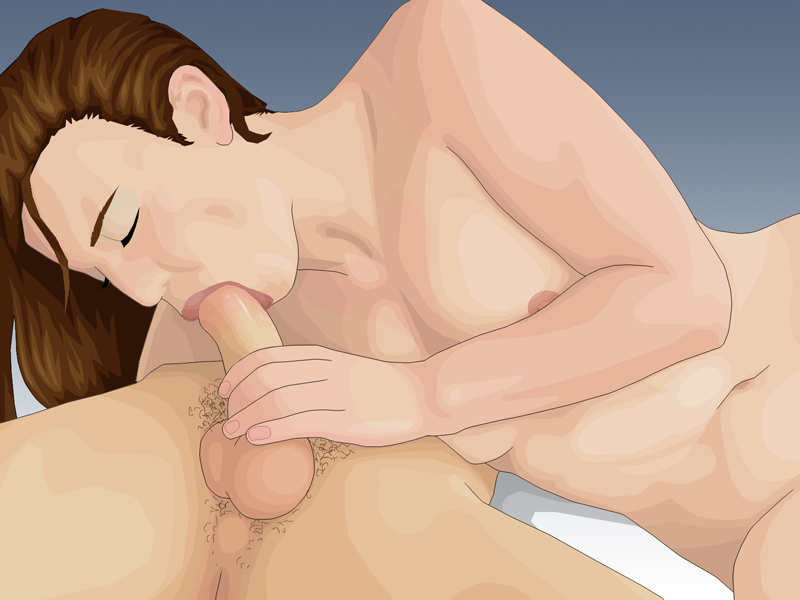
Felație

Felația este o practică sexuală care constă în stimularea penisului cu gura sau buzele. Practica de stimulare a testiculelor se numește colocvial teabagging.
Sexul oral implică schimb de fluide și există un risc de contaminare cu boli cu transmitere sexuală. 